# Tipula (Microtipula) pararia
Tipula (Microtipula) pararia is een tweevleugelige uit de familie langpootmuggen (Tipulidae). De soort komt voor in het Neotropisch gebied.